# Helicopsyche tenuisa
Helicopsyche tenuisa là một loài Trichoptera trong họ Helicopsychidae. Chúng phân bố ở miền Australasia.